# Démasquée
Démasquée (även Naken qvinna eller Kvinnlig modell) är en oljemålning av den finländske konstnären Akseli Gallen-Kallela från 1888. Den är utställd på Ateneum i Helsingfors.
Målningen är utförd i Paris och modellen är en ung parisiska.